# Kuno Klötzer
Kuno Klötzer (19 aprilie 1922 – 6 august 2011) a fost un fotbalist și antrenor german de fotbal, care a condus clubul Hamburger SV spre câștigarea Cupei Cupelor UEFA 1976-1977.
Născut în Geyer, Germania, Klötzer a antrenat o serie de cluburi, printre care Hannover 96, Fortuna Düsseldorf, 1. FC Nürnberg, Hamburger SV, Hertha BSC, MSV Duisburg și Werder Bremen. În finala Cupei Cupelor din 14 mai 1977, Hamburgul condus de el a învins-o cu 2–0 pe Anderlecht, pe stadionul Olympisch Stadion din Amsterdam.